# Меркель, Иоган Давидович
Иоган Дави́дович Ме́ркель (род. 21 сентября 1958 года, село Казгородок, Кокчетавская область) — казахский депутат Сената Парламента Республики Казахстан (2005—2008), Первый заместитель Генерального Прокурора Республики Казахстан, Государственный советник юстиции 2 класса.

## Биография
Окончил Берсуатскую среднюю школу Энбекшильдерского района Кокчетавской области. С 1978 г. работал токарем-фрезеровщиком завода «Металлист» (Кокчетав).
В 1984 г. окончил Свердловский юридический институт имени Р. Руденко по специальности «правоведение».
В 1984—1987 работал стажёром, следователем прокуратуры Чкаловского района Кокчетавской области, в 1987—1988 гг. — следователем по особо важным делам прокуратуры Кокчетавской области.
Прокурор Чистопольского района Кокчетавской области (1988—1991), г. Сарань Карагандинской области (1991—1993). В 1993—1995 гг. — заместитель, первый заместитель прокурора Карагандинской области, в 1995—1997 гг. — прокурор Тургайской области, в 1997—1999 гг. — первый заместитель прокурора г. Алма-Аты.
В 1999—2000 годах — член Государственной комиссии по борьбе с коррупцией Республики Казахстан.
В 2000—2003 годах — государственный инспектор, заместитель заведующего Государственно-правовым отделом Администрации Президента Республики Казахстан. Одновременно (2001—2003) — председатель Квалификационной коллегии юстиции Республики Казахстан.
С 25 марта 2003 по 24 мая 2005 — Первый вице-министр юстиции Республики Казахстан.
С 25 мая по ноябрь 2005 — заведующий Отделом правоохранительной и судебной систем Администрации Президента Республики Казахстан.
С декабря 2005 года назначен Указом Президента Республики Казахстан депутатом Сената Парламента Республики Казахстан.
22 февраля 2008 Указом Президента Республики Казахстан назначен Первым заместителем Генерального Прокурора Республики Казахстан. Член Высшего Судебного Совета Республики Казахстан; член Национального Совета Республики Казахстан.
Владеет русским и немецким языками.

### Личная жизнь
Жена — Маргарита Владимировна Меркель; дети:
- сын Иван (р. 1985)
- дочь Анна-Мария (р. 1992).

## Награды
- Орден «Данк» I степени (2017)[2]
- Орден «Данк» II степени (2011)
- Орден «Курмет» (2006)
- Медаль «За внесенный вклад в обеспечение правопорядка»
- Медаль «10 лет независимости Республики Казахстан»
- Медаль «10 лет Конституции Республики Казахстан»
- Медаль «10 лет Парламенту Республики Казахстан»
- Медаль «10 лет Астане»
- Медаль «20 лет независимости Республики Казахстан»
- Нагрудный знак «Почётный работник прокуратуры Республики Казахстан»
- Юбилейный нагрудный знак «Қазақстан Республикасының прокуратурасына 20 жыл»
- Медаль «За вклад в развитие адвокатуры» (2014)